# 河瀬秀治

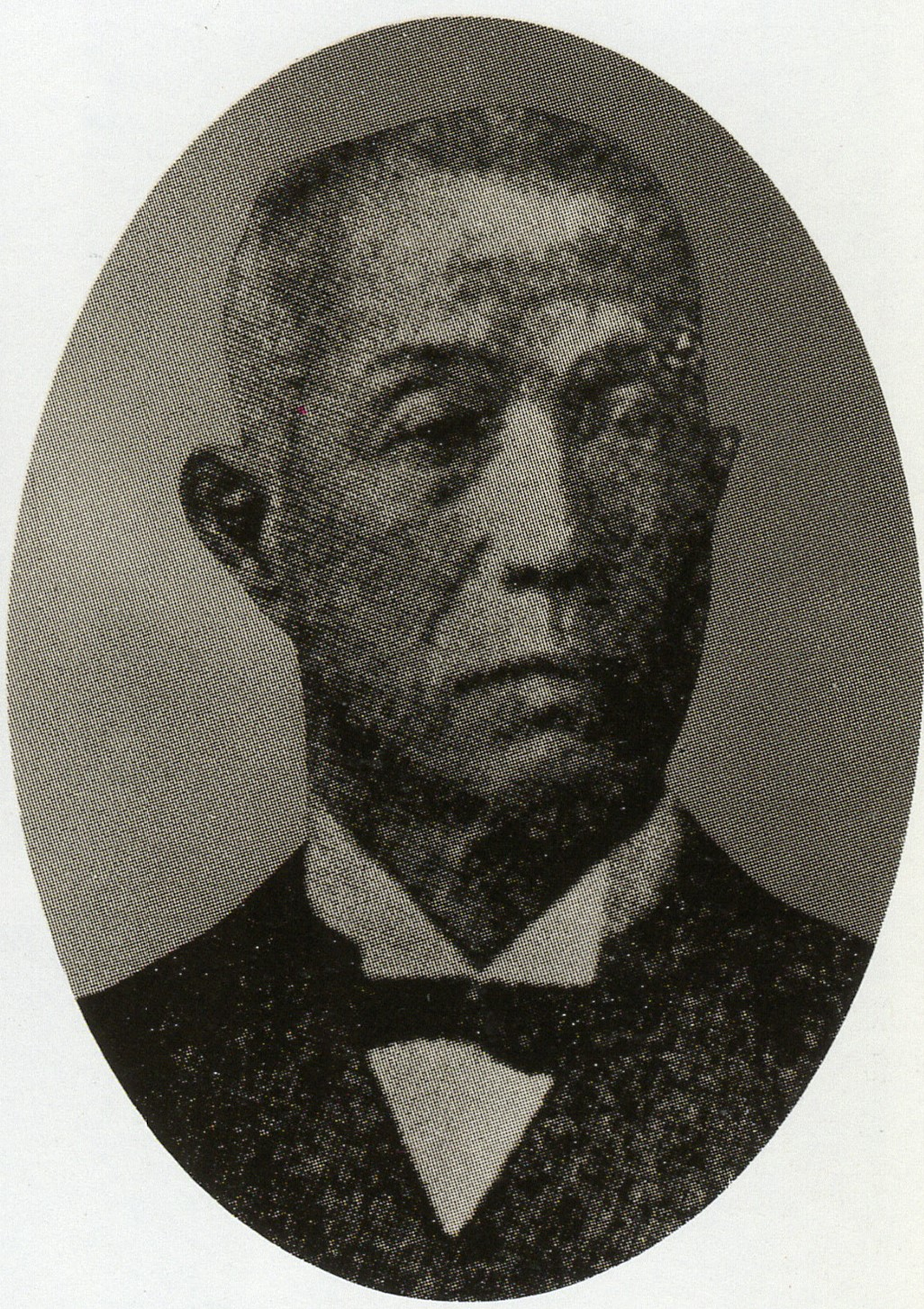
河瀬秀治

河瀬 秀治（かわせ ひではる、天保10年12月15日（1840年1月19日）- 昭和3年（1928年）4月2日）は、日本の武士（宮津藩藩士）、官僚、実業家。小菅県や印旛県、熊谷県などの県令を歴任後に中央官庁を経て実業界に転じて活躍した。「中外物価新報」（現「日本経済新聞」）を創刊。フェノロサ・岡倉天心らと日本美術の振興に尽力。東京美術学校設立にも尽力。丹後出身。本姓:牛窪、通称:外衛、雅号:雲影。勲四等。

## 経歴
藩士・午窪成弘（謙下）の3男として丹後国加佐郡田辺（京都府舞鶴市)に生まれる。嘉永元年（1848年）、才を見込まれて宮津藩の家老職を務めていた河瀬治休の養子となり、藩主・本庄宗秀より一字を与えられて「秀治」と名乗る。文久2年（1862年）頃から尊王攘夷運動に参加する。ところが、慶応4年（1868年）の鳥羽・伏見の戦いで宮津藩は幕府軍に参加して大敗、西園寺公望を総督とする山陰道鎮撫軍の標的とされてしまう。河瀬は藩内の議論を纏めて西園寺らと会見して恭順の意を伝達した。この対応の早さが幸いし、藩主・本庄宗武及びその父である宗秀（元老中）の罪は不問とされた。
明治2年（1869年）、新政府に出仕すると、武蔵知県事に任じられ、翌年に小菅県に改称後には同県権知事から知事として職に留まり、外国語学校の開設などを行う。明治4年（1871年）、廃藩置県後の府県再編に伴って新設された印旛県の県令に転じる。印旛県では茶の生産拡大や牧場設置のためにホーレス・ケプロンを招聘して指導を受けるなどの政策を行うが、明治6年（1873年）に府県の再編成の方針が固まる。その結果、河瀬は新設される熊谷県の初代県令就任を前提に合併元となる群馬県と入間県の両県兼務の県令に転じ、同様に印旛県でも千葉県新設を前提に隣接する木更津県の権令・柴原和が印旛県権令を兼ねる事になった。そして6月15日、熊谷県が発足して河瀬は初代県令となった（同日に千葉県も発足して柴原がそのまま初代県令となった）。熊谷県では、県内にある官営富岡製糸場の成功に乗る形で同様の近代的な製糸工場の設置を進め、前橋や熊谷に学校を新設した。
明治7年（1874年）に内務省に入省して内務大丞兼勧業寮権頭として、明治10年（1877年）の内国勧業博覧会を成功させた。その後、欧州視察の経験を生かして渋沢栄一・五代友厚らとともに明治13年（1880年）に日本最初の商工会議所である東京商法会議所を結成、同年には佐野常民とともに龍池会を結成して副会頭に就任して美術奨励にあたった。また、アーネスト・フェノロサを支援して鑑画会設立に尽くす。
明治14年（1881年）に内務省から農商務省に商務局長兼工務局長として移籍する。明治15年（1882年）創立された大日本農会の幹事に就任した。農商務少輔・品川弥二郎との対立を機に退官した河瀬は龍池会副会頭の職務を続けながら、翌年には横浜正金銀行取締役に就任し、明治18年（1885年）には茶業組合結成に尽力して茶の生産・輸出の拡大事業に尽力した。また、益田孝とともに『中外商業新報』を創刊している。
明治20年（1887年）には、製紙会社の富士製紙（後の王子製紙）の設立に発起人の一人として参加する。設立時から明治24年（1891年）までの4年間、同社の初代社長を務めた

## 家族
- 実父・牛窪謙下(成弘) ‐ 丹後田辺藩士。藩主・牧野家家老。[2][3]
- 養父・河瀬勘右衛門（治休） ‐ 宮津藩御用人。妻は同藩家老・沼野家の出。[2][4]
- 妻・玉松（芸名） ‐ 木戸孝允の妻・木戸松子の芸者時代の妹芸者[5]。実妹とも[6]。
- 妻・てる(1855-) ‐ 山口県士族・湯川欽次郞姉[2]。
- 長男・河瀬春太郎（1872-） ‐ 地主。植物園の「妙華園」経営者。米国で洋花栽培技術を学び、西品川の自邸1万坪に小動物園など遊戯施設も備えた妙華園を1895年に開設し、ワシントンの桜で知られる米国への桜寄贈にも協力するなどしたが、1921年に閉園[7][8][9]
- 長女・支那（1918-） ‐ 田部芳の妻[10]
- 二女・よね（1920-） ‐ 田辺勉吉の妻。勉吉（1872-1925）は田辺輝実の長男で、実業家。[11]
- 三女・きし（1926-） ‐ 有泉寛（満州鉛鉱社長）の妻。寛の兄に北海道技師長を務めた土木技師・有泉栄一（1880－1919）[12][13][14]

## 栄典
- 従五位
- 1896年（明治29年）3月28日 - 勲四等瑞宝章[15]
- 1912年（明治45年）3月30日 - 従四位[16]